# Serena

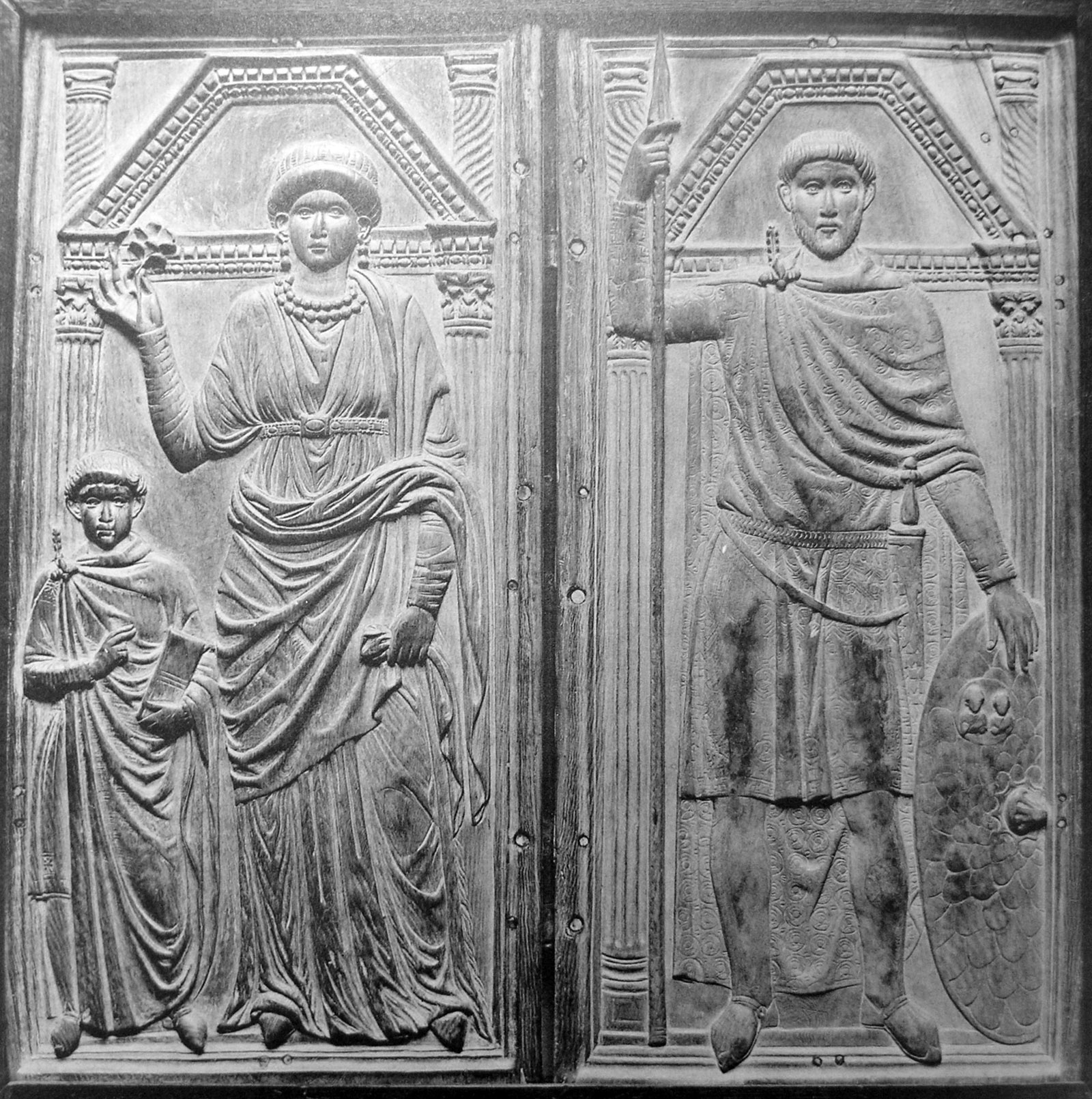
Een diptiek met daarop afgebeeld Serena, haar echtgenoot Stilicho en hun beider zoon Eucherius, ca. 400

Serena was een nicht van keizer Theodosius I, die rond het jaar 400 in het voormalige West-Romeinse Rijk leefde. 
In het jaar 384 arrangeerde Theodosius een huwelijk tussen haar en de ambitieuze militaire officier Flavius Stilicho. Stilicho's huwelijk met Serena verzekerde in de komende jaren zijn loyaliteit aan de Theodosiaanse dynastie. 
Zij resideerde aan het hof van haar neef, keizer Honorius. Zij koos een bruid voor de hofdichter, Claudianus. Ook nam zij de zorg op zich voor Honorius' halfzuster, haar nicht Galla Placidia . Zij en Stilicho kregen een zoon, Eucherius, en twee dochters, Maria en Thermantia. Beide dochters traden met keizer Honorius in het huwelijk. 
Zosimus verslaat hoe Serena, een christen, een halsketting van een standbeeld van Rhea Silvia nam en deze ketting om haar eigen nek legde. Een oude vrouw, de laatste van de Vestaalse maagden, verscheen. Zij sprak Serena bestraffend toe en riep op om deze daad van goddeloosheid te straffen. Serena werd vervolgens getroffen door vreselijke dromen, waarin haar een vroegtijdige dood werd voorspeld.
In 408 werd Stilicho op bevel van keizer Honorius geëxecuteerd. Tijdens de belegering van Rome door de Visigoten het volgende jaar werd Serena valselijk beschuldigd van samenzwering met de Visigoten. Met instemming van Galla Placidia werd zij geëxecuteerd. 

## Voetnoten
1. ↑  Stephen Williams & Gerard Friell, Theodosius: the Empire at Bay, (Routledge, 1994): 42, 189
2. ↑   Zosimus, The New History. V, 38.